# Blauwhoef (Anvers)
Pour les articles homonymes, voir Blauwhoef.
Blauwhoef était un lieu-dit en Belgique situé en Région flamande dans la province d'Anvers. Il était situé à l'est du hameau de Lillo-Kruisweg de la localité de Lillo qui fait partie du district Berendrecht-Zandvliet-Lillo de la ville d'Anvers. De la localité de Lillo ne subsiste que le hameau de Lillo-Fort, les hameaux de Oud-Lillo et de Lillo-Kruisweg ayant été rasés à partir de 1958 pour l'extension du port d'Anvers.
Le lieu-dit Blauwhoef était plus précisément situé au croisement de la route Berendrecht - Oorderen et de la route Lillo - Stabroek, croisement ayant disparu après la déviation de ces routes.
Le nom de ce lieu-dit est lié au nom d'une ferme qui s'y trouvait depuis le début du XVIIIe siècle et qui servit surtout de débit de boisson dans les dernières années. Le nom du lieu-dit fut également utilisé pour désigner la gare des chemins de fer vicinaux située au croisement des lignes Antwerpen - Ekeren - Oorderen - Blauwhoef - Berendrecht - Zandvliet et Antwerpen - Ekeren - Hoevenen - Stabroek - Blauwhoef - Lillo-Fort.
Le lieu-dit Blauwhoef ne doit pas être confondu avec le hameau Blauwhoef de la localité de Westmalle faisant partie de la commune de Malle également située dans la province d'Anvers.